# David Hicks

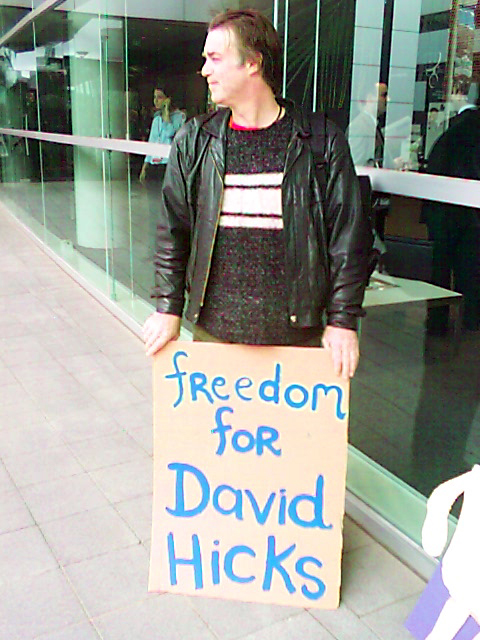
Un activista pide la libertad de David Hicks.

David Matthew Hicks (Adelaida, Australia Meridional, 7 de agosto de 1975), también conocido como Mohammed Dawood o Abu Muslim al-Austraili tras su conversión al Islam, es un hombre australiano que estuvo detenido sin cargos en la prisión estadounidense de Guantánamo tras haber sido capturado mientras combatía en el bando Talibán en Afganistán. Algunos lo consideran preso político.
Hicks estuvo preso desde el año 2002 y fue condenado, tras declararse culpable, el 31 de marzo de 2007 a 7 años de cárcel, sentencia que fue conmutada por libertad condicional. Hicks purgó 9 meses de prisión en su país natal.
- Artículos en Wikinoticias: El “talibán” australiano es el primer condenado por tribunal de Guantánamo